# 須藤甚一郎
須藤 甚一郎（すどう じんいちろう、1939年（昭和14年）1月27日 - 2020年（令和2年）8月11日）は、日本の芸能リポーター、政治家。目黒区議会議員（6期）、民主党参議院比例区第40総支部長を務めた。

## 人物
東京府東京市板橋区（現在の東京都板橋区）出身。早稲田大学第二政治経済学部政治学科卒業。
大学卒業後、女性用下着製造販売会社のトリンプ・インターナショナル・ジャパンでサラリーマン生活を送った後にマスコミ業界へ転身して女性週刊誌 『女性自身』 （光文社）、『微笑』（祥伝社）などの記者を務めた。
その後、梨元勝の誘いもあり、芸能リポーターに転身して1978年（昭和53年）から1985年（昭和60年）までテレビのワイドショー、『アフタヌーンショー』 （テレビ朝日）、さらに、『おはよう!ナイスデイ』 （フジテレビ）、『ルックルックこんにちは』 （日本テレビ）などに出演した。
旧知の間柄であった鳩山邦夫（衆議院議員）から政界進出への誘いを受け、1999年の第14回統一地方選挙で執行された目黒区議会議員選挙に出馬し、当選。以後6期務めた。
64歳の時に脊柱管狭窄症で手術を受けた際に煙草を辞めたが、長年のチェーンスモーカーだったことにより肺はボロボロの状態であり、晩年には肺気腫などに悩まされていたという。
長男によると2019年の夏に二度熱中症で倒れ、その後は車椅子生活となり、また内臓の病気も発症していた。
2020年8月11日、多臓器不全で死去。81歳没。没後、9月7日に招集された目黒区議会定例議会の初日の本会議において須藤の追悼セレモニーが執り行われ、議員の田添麻友による追悼演説ならびに区長の青木英二から顕彰状が贈呈された。

### 政治活動
- 1967年（昭和42年） - 統一地方選挙世田谷区議会議員選挙に無所属で立候補するも落選。
- 1999年（平成11年） - 統一地方選挙目黒区議会議員選挙に無所属で立候補し初当選（得票第8位）[4]。
- 2001年（平成13年） - 第14回参議院議員通常選挙比例代表に民主党から立候補するも落選（個人得票7001票）。
- 2003年（平成15年） - 統一地方選挙目黒区議会議員選挙に無所属で立候補し2選（得票第1位）[4]。
- 2007年（平成19年） - 統一地方選挙目黒区議会議員選挙に無所属で立候補し3選（得票第1位）[4]。
- 2011年（平成23年） - 統一地方選挙目黒区議会議員選挙に無所属で立候補し4選（得票第1位）[4]。会派「無所属・目黒独歩の会」所属。
- 2015年（平成27年） - 統一地方選挙目黒区議会議員選挙に無所属で立候補し5選（得票第1位）[4]。
- 2019年（平成31年） - 統一地方選挙目黒区議会議員選挙に無所属で立候補し6選（得票第2位）。

## 親族
- 長男の須藤健太郎は2023年4月の目黒区議会議員選挙（定数36）に立候補したが、次々点の38位で落選した。また、2024年4月の目黒区議会議員補欠選挙（定数1）並びに2024年5月の東京都議会議員補欠選挙（目黒区、定数2）に立候補したが落選した。

## 著書
- 『芸能界今日モ醜聞アリ!』1986年　日本経済通信社　ISBN 4-8187-0081-9
- 『芸能界またもスキャンダル』1986年　日本経済通信社　ISBN 4-8187-0083-5
- 『悲しき芸能人たち　テレビ週刊誌では言えない』1986年　日本経済通信社  ISBN 4-8187-0088-6
- 『ダイアナが遺した言葉　二十世紀の薔薇』（下森真澄との共著）1998年　ケイエスエス ISBN 4-87709-199-8
- 『まっ黒長屋の物語（おいらの戦後史　1）』 2008年　三一書房　ISBN 4-380-08229-6

## 映画出演
- Wの悲劇（1984年、東映） - レポーター 役